# Hot e Oreia
Hot e Oreia foi uma dupla musical de rap brasileira formada por Mario Apocalypse do Nascimento e Gustavo Rafael Aguiar em Minas Gerais. Estão fortemente associados ao produtor e beatmaker Coyote Beatz, com o qual gravaram diversas músicas. A dupla encerrou suas atividades em janeiro de 2021.

## Carreira
Aprendizes do Sarau Vira-Lata, projeto itinerante que engaja artistas na poesia em Belo Horizonte, e do Duelo de MCs, a dupla formada por Mario Apocalypse do Nascimento, mais conhecido como Hot, e Gustavo Rafael Aguiar, mais conhecido como Oreia, protagonizou a cena cultural mineira por pelo menos cinco anos. Em suas músicas, com a utilização de batidas eletrônicas e os vocais fluídos da dupla, Hot e Oreia destacam-se na construção da estrutura de suas faixas que, de certa forma, remetem à dramaturgia teatral pelo tom tragicômico, com mudanças de tons e reforços nas palavras de improviso entre as rimas melódicas. De forma satírica e concisa, a dupla se lançou como um dos nomes em ascensão da cena do rap nacional.
Em 2019, foi lançado o álbum Rap de massagem, que acumulou parcerias com nomes já conhecidos, como Luedji Luna e Djonga, além dos cantores Luiz Gabriel Lopes e Marina Sena, da banda Rosa Neon. A canção “Eu Vou”, parceria com Djonga, venceu a categoria de Melhor Videoclipe Nacional no Music Video Festival, realizado por colaboradores nacionais e internacionais. Dirigido por Belle de Melo e Vitor Soares, foi premiado na categoria por meio de uma votação popular. A história do clipe remete ao Auto da Compadecida, livro de Ariano Suassuna. Ainda neste ano, foram citados no blog alemão de música Highsnobiety na lista "10 Rappers Brasileiros que Você Precisa Conhecer".
A dupla se desfez em janeiro de 2021, após denúncias de agressão e abusos cometidos por Hot com uma antiga namorada serem reveladas. Após algum tempo parado, Oreia lançou carreira solo com o disco Pepinas em março de 2022.
Após os recentes acontecimentos envolvendo o rapper Hot e a denúncia de relacionamento abusivo feita por sua ex-namorada, Vic Carvalho, é importante destacar que, embora tenham se reaproximado devido à iminente chegada de sua filha em comum, a dupla formada por Hot e Oreia não deve ser reativada. As repercussões do caso foram intensas, resultando em ameaças e um linchamento virtual contra Hot e sua família. A decisão de encerrar a parceria musical foi tomada tanto por Hot quanto por Oreia, que se mostrou compreensivo com a situação.

## Discografia
Álbuns
- 2019 – Rap de Massagem
- 2019 – Hot e Oreia no Estúdio Showlivre (Ao Vivo)
- 2020 – Crianças Selvagens

Singles e EPs
- 2018 – "Pegasus"
- 2018 – "Relação"
- 2018 – "Vênus de Mina"
- 2018 – "Polén" (com Froid)
- 2018 – "Nudez"
- 2018 – "Foda"
- 2018 – "Din Din"
- 2019 – "Hino, Pt. 2"
- 2019 – "Eu Vou" (com Djonga)
- 2019 – "Estilo"
- 2019 – "Autoridade" (com MC Caveirinha e Coyote Beatz)
- 2019 – "Onerpm Showcase (Ao Vivo)"
- 2020 – "Piou" (com Rosa Neon)[14]

Videoclipes
- 2019 – "Eu Vou" (feat. Djonga)
- 2019 – "Cigarro"
- 2020 – "Papaia" (feat. Black Alien)

## Prêmios e indicações
| Ano  | Prêmio                       | Categoria       | Indicação | Resultado | Ref.   |
| ---- | ---------------------------- | --------------- | --------- | --------- | ------ |
| 2020 | MTV Millennial Awards Brasil | Clipão da P#rr@ | "Eu Vou"  | Indicado  | [ 15 ] |